# Salezjańska Szkoła Organistowska w Przemyślu
Salezjańska Szkoła Organistowska w Przemyślu – szkoła muzyczna założona w 1916 roku przez ks. Antoniego Chlondowskiego, zlikwidowana, przy użyciu oddziałów ZOMO, w 1963 roku. 

## Historia
W 1907 roku w dzielnicy Przemyśla „Zasanie” osiedlili się Salezjanie, którzy utworzyli Oratorium dla młodzieży. W 1910 roku rozpoczęli budowę gmachu Oratorium, który 22 października 1911 roku został poświęcony przez bpa Józefa Sebastiana Pelczara. W jesieni 1914 roku Oratorium zostało zdewastowane przez wojska rosyjskie, a dyrektor ks. Walenty Kozak SDB został czasowo aresztowany. W 1915 roku utworzono internat dla bezdomnych chłopców, a następnie czteroletnią szkołę rzemieślniczą, z nauką zawodu szewskiego i krawieckiego. 
1 września 1916 roku rozpoczął działalność 3-letni oddział organistowski, na pierwszy rok nauki zapisano 14 uczniów. W 1920 roku na 100 uczniów, prawie połowa uczyła się w oddziale organistowskim. W 1920 roku po wizycie wizytatora Ministerstwa Wyznań Religijnych i Oświecenia Publicznego, „Salezjańska Szkoła Organistów w Przemyślu” została wpisana na listę szkół prywatnych z uprawnieniami państwowymi. W 1921 roku zlikwidowano oddziały rzemieślnicze, a kształcenie organistów wydłużono do czerech lat. Absolwenci otrzymywali dyplomy uprawniające do zawodu organisty. 14 sierpnia 1924 roku nieoficjalne uprawnienia zostały potwierdzone dekretem Ministerstwa Wyznań i Oświecenia Publicznego. 6 czerwca 1936 roku zmieniono nazwę szkoły na „Salezjańska Szkoła Organistowska w Przemyślu”. Salezjanie sami tworzyli podręczniki i materiały do nauki. W czasie II wojny światowej szkoła przerwała działalność. 
W 1946 roku szkoła wznowiła działalność. 8 września 1947 roku rozporządzeniem Ministerstwa Kultury i Sztuki, została zatwierdzona „Średnia Szkoła Organistowska”. Szkoła była pod kontrolą władz państwowych, diecezjalnych i zakonnych. .
3 września 1963 roku władze komunistyczne wydały nakaz, aby szkoła natychmiast opuściła zajmowane budynki. Salezjanie nie wykonali rozkazu. 2 października 1963 roku przybyło ponad 400 funkcjonariuszy ZOMO z Rzeszowa, Krosna, Kielc i Lublina, 95 pracowników operacyjnych oraz 40 członków ORMO. Gdy ks. Władysław Chmiel SDB odmówił wykonania decyzji, milicjanci rozbili bramę wejściową i ogrodzenie. W odpowiedzi Salezjanie uderzyli w kościelne dzwony, które biły przez ponad półtorej godziny. Przed kościołem i szkołą zgromadzili się mieszkańcy Przemyśla. ZOMO rozproszyło część z nich, pozostali weszli do świątyni. Do szkoły w eskorcie milicji weszła komisja eksmisyjna i siłą zajęto budynek i wyposażenie szkoły. Od 2 do 4 października trwały manifestacje demonstrantów, które rozpędzało ZOMO.

W zajętych budynkach szkolnych władze państwowe umieściły Państwową Szkołę Muzyczną. W latach 90. XX wieku Salezjanie odzyskali dawne budynki szkolne. W 2018 roku Salezjańska Szkoła Organistowska została reaktywowana.
Kierownicy szkoły:
1916–1919. ks. Antoni Chlondowski SDB.
1919–1921. ks. Augustyn Piechura SDB.
1921–1926. ks. Antoni Śródka SDB.
1926–1929. ks. Jan Kasprzyk SDB.
1929–1932. ks. Marian Mączyński SDB.
1932–1936. ks. Karol Lewandowski SDB.
1936–1937. ks. Idzi Ogerman Mański SDB.
1937–1938. ks. Karol Lewandowski SDB.
1938–1939. ks. Jan Bednarz SDB.
1946–1958. ks. Jan Bednarz SDB.
1958–1963. ks. Idzi Ogerman Mański SDB.

## Znani absolwenci
- Kazimierz Górski
- Klemens Kamiński
- Henryk Nowacki
- Feliks Rączkowski
- Jan Rybarski
- Marian Sawa
- Józef Siedlik
- Antoni Wojewoda